# Соньора, Алан
Алан Соньора (англ. и исп. Alan Soñora; 3 августа 1998, Нью-Джерси, США) — американский и аргентинский футболист, полузащитник клуба «Уракан» и сборной США.

## Биография

### Клубная карьера
Соньора провёл шесть лет в академии «Бока Хуниорс», выпустившись оттуда в 2018 году, после чего находился в молодёжной команде «Индепендьенте». К Соньоре проявил интерес английский «Шеффилд Юнайтед», но «Индепендьенте» отклонил предложение и в июне 2019 года подписал с ним двухлетний контракт с суммой отступных в 15 млн долларов. Его профессиональный дебют состоялся 26 сентября в матче ⅛ финала Кубка Аргентины 2019 против «Дефенса и Хустисии», в котором он вышел на замену вместо Сильвио Ромеро на 66-й минуте. В матче против «Дефенсы» в Кубке Диего Армандо Марадоны 6 декабря 2020 года забил свой первый гол в профессиональной карьере. Соньора покинул «Индепендьенте» 1 января 2023 года, после того как не достиг соглашения с клубом о продлении контракта.
7 февраля 2023 года братья Соньора на правах свободных агентов присоединились к клубу чемпионата Мексики «Хуарес». Алан дебютировал за «Хуарес» 14 февраля в матче против «Тигрес УАНЛ», заменив во втором тайме Габриэля Фернандеса. 17 июля Алан покинул «Хуарес» по обоюдному согласию сторон.
Несмотря на интерес к нему со стороны «Расинга» Алан предпочёл воссоединиться с братом в «Уракане», 8 сентября 2023 года подписав с клубом контракт до декабря 2024 года. За «Уракан» дебютировал 9 сентября в матче ⅛ финала Кубка Аргентины 2023 против «Расинга», выйдя на замену во втором тайме. 20 октября в матче Кубка лиги против «Институто» забил свой первый гол за «Уракан».

### Международная карьера
18 января 2023 года Соньора был вызван в ежегодный январский тренировочный лагерь сборной США, завершавшийся товарищескими матчами со сборными Сербии и Колумбии. 25 января в матче с сербами, выйдя в стартовом составе, он дебютировал за звёздно-полосатую дружину. Был включён в состав сборной на Золотой кубок КОНКАКАФ 2023.

### Личная информация
Алан — сын футболиста Диего Соньоры. Его старший брат — Джоуэл, также футболист.

## Достижения
Командные
 сборная США
- Победитель Лиги наций КОНКАКАФ: 2022/23